# Jüdischer Friedhof (Schleiden)

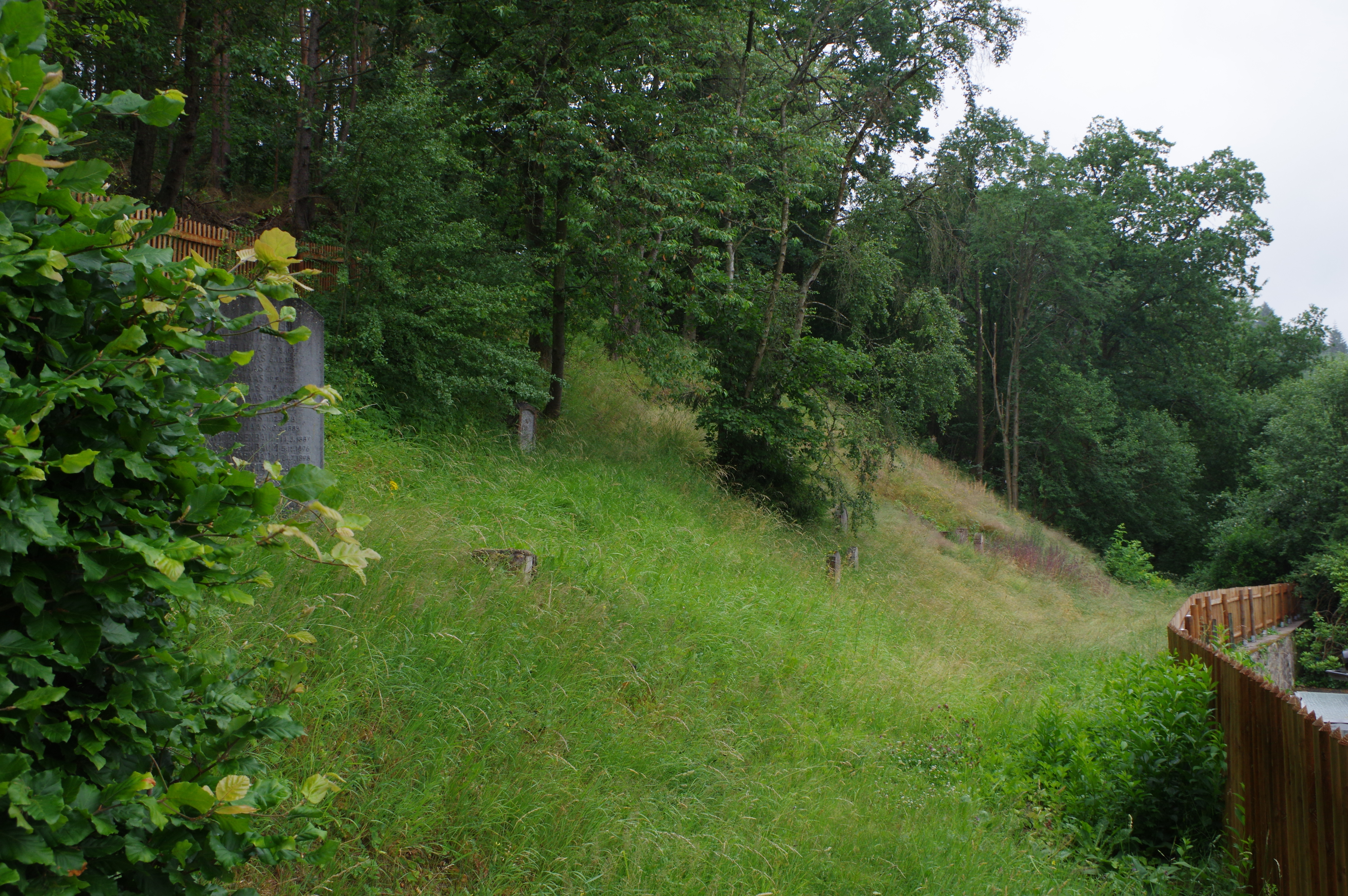
Blick vom Eingang nach Süden (2017)

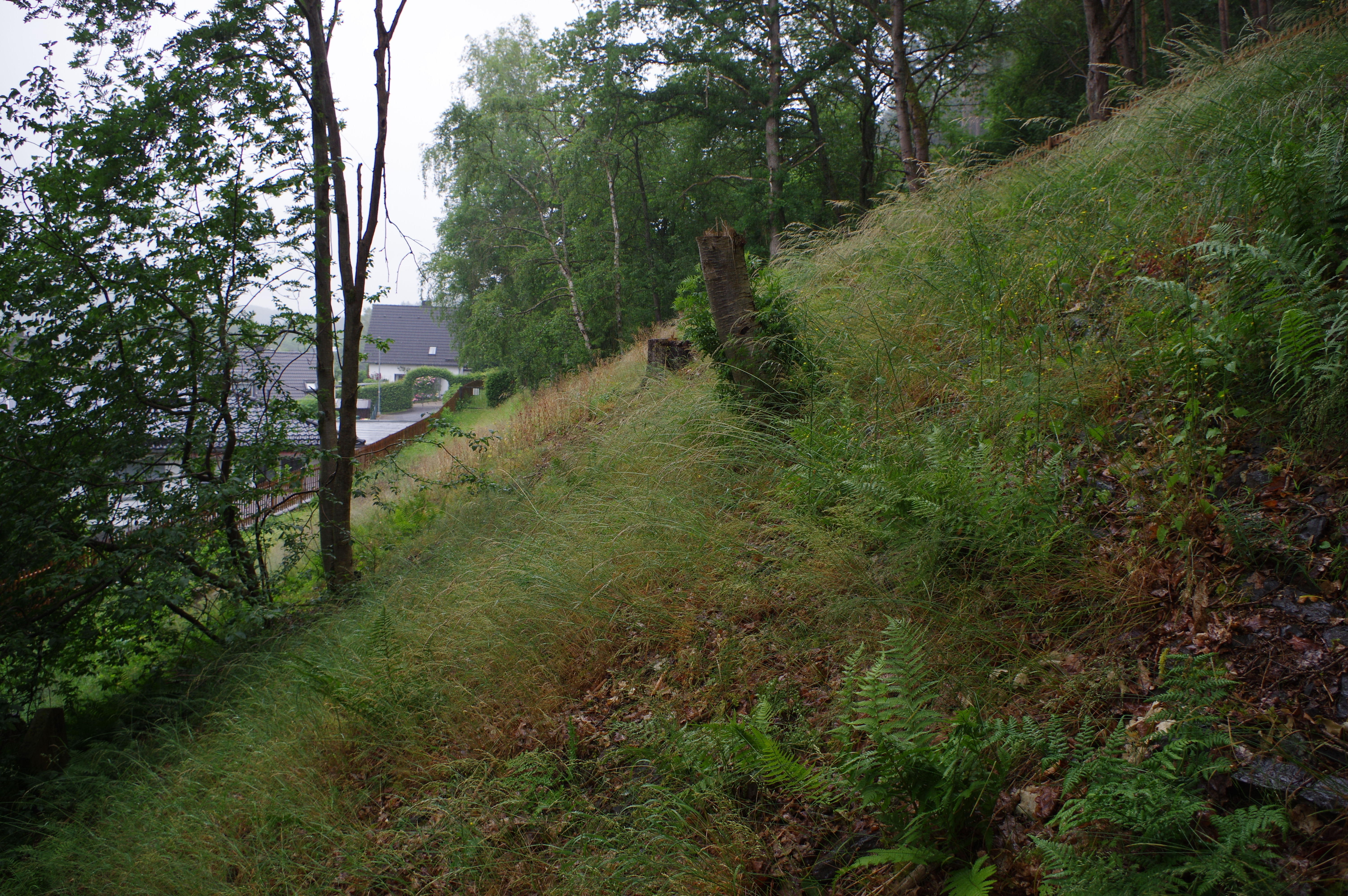
Blick nach Norden zum Eingang (2017)

Der Jüdische Friedhof Schleiden liegt in der Stadt Schleiden im Kreis Euskirchen in Nordrhein-Westfalen. Der Begräbnisplatz ist ein unter Denkmalschutz stehendes Baudenkmal.

## Geschichte
1865 erwarb die israelitische Gemeinde von der Zivilgemeinde Schleiden das 2389 m² große, dreieckige Grundstück zur Anlage eines jüdischen Friedhofs. Das in steiler Hanglage am Ruppenberg gelegene Grundstück liegt vis-á-vis des Schlosses auf der, diesem gegenüberliegenden Talseite. Die Örtlichkeit veranschaulicht, in welch unwegsamen Gelände Juden ihre Verstorbenen häufig beisetzen mussten.
Während der Zeit des Nationalsozialismus gelangte der Begräbnisplatz im Jahr 1944 im Wege der Zwangsenteignung in den Besitz der Stadt Schleiden und von dieser 1951 zurück an den nunmehrigen Rechtsnachfolger, der als Folge des Holocaust erloschenen jüdischen Gemeinde. Ruth Schmitz-Ehmke erwähnt in den 1990er Jahren das Vorhandensein von etwa 15 einfach-rundbogigen geschlossenen Stelen aus dem 19. und 20. Jahrhundert. Vor Ort finden sich 13 Grabsteine (Mazewot). Ein vierzehnter Stein wurde nach 1969 zwischen den Hebräisch beschrifteten Originalgrabmonumenten der Eheleute Julie Haas geb. Levi (1806–1849) und Abraham Haas (1793/1801–1860) aufgestellt. Nach 1972 ließ auch Arie Efrat im Sockel des Grabmonuments seiner Großeltern, David Haas (1846–1929) und Henriette Haas geborene Bock (1834–1930), die Namen der „Nachkommen einmeißeln, die zur Zeit der Judenverfolgung zwar schon nicht mehr in Schleiden wohnten, aber auch umkamen.“ „Während früher die ein bis zwei Dutzend Grabsteine im freien Wald lagen,“ wie Arie Efrat in den 1990er Jahren schrieb, ist heute der vordere Teil des Grundstücks, auf dem sich die Grablegen befinden, von einem Jägerzaun jüngeren Datums umgeben. Diese Teilfläche umfasst mit annähernd 600 m² der Gesamtfläche ein spitz zur Straße Kapellenweg zulaufendes Dreieck.

## Gedenkstein
In Verbindung mit den Gedenkfeiern zur Erinnerung an die Fünfzig Jahre zuvor, in der Nacht vom 9. auf den 10. November 1938 durch Anhänger und Sympathisanten des Nationalsozialismus organisierte und durchgeführte Reichspogromnacht ließ die Stadt Schleiden am 16. November 1988 im Eingangsbereich des Friedhofs einen Gedenkstein aufstellen, mit der Inschrift von dreizehn Juden die Opfer der Gewaltherrschaft der Jahre 1933 bis 1945 geworden waren. Vorausgegangen war eine Bereitschaftserklärung der Stadt Schleiden aus dem Jahr 1969 eine solche Gedenkstätte einzurichten.
Die auf dem Gedenkstein aufgebrachte und inzwischen kaum mehr lesbare Inschrift, sorgte seinerzeit für Kritik. Nicht zuletzt wegen augenfälliger Unrichtigkeiten, sondern auch sowohl wegen seiner Unvollständigkeit, als auch der Aufbringung von Namen ehemaliger jüdischer Bürger der Stadt, die beispielsweise in Gemünd geboren wurden, bereits vor 1929 nicht mehr in Schleiden lebten, oder aus Kall deportiert worden waren (Ester Bergstein). Eine Korrektur oder weitergehende Kenntnisnahme unterblieb trotz unmittelbaren Hinweises durch Hans-Dieter Arntz seitens der Stadt Schleiden. Im Mitteilungsblatt für die Stadt Schleiden (Amtsblatt) vom 16. Dezember 1988 war nachzulesen: „Damit hat die Stadt Schleiden ihre Judengeschichte in vorbildlicher Weise aufgeklärt!“
|  | „ZUM GEDENKEN AN DIE MITBÜRGER ALBERT HAAS 5.3.1877 NANNY HAAS 6.12.1891 ROLF HAAS 2.1.1922 JOSEF HAAS 19.3.1882 ELSE HAAS 28.2.1898 DORIS HAAS 10.3.1922 EDITH HAAS 20.5.1927 JULIE HAAS 1.12.1878 MARTIN HAAS 10.6.1883 JENNY ROSENBAUM 14.3.1887 ERNST ROSENBAUM 5.11.1896 EMILIE ROSENBAUM 24.7.1898 ESTER BERGSTEIN 18.2.1904 OPFER DER GEWALTHERRSCHAFT 1933–1945 10. NOVEMBER 1988 STADT SCHLEIDEN“ – Stadt Schleiden |

Die Eintragung des Jüdischen Friedhofs in die Denkmalliste der Stadt Schleiden erfolgte am 28. März 1988 (Nr. 95).

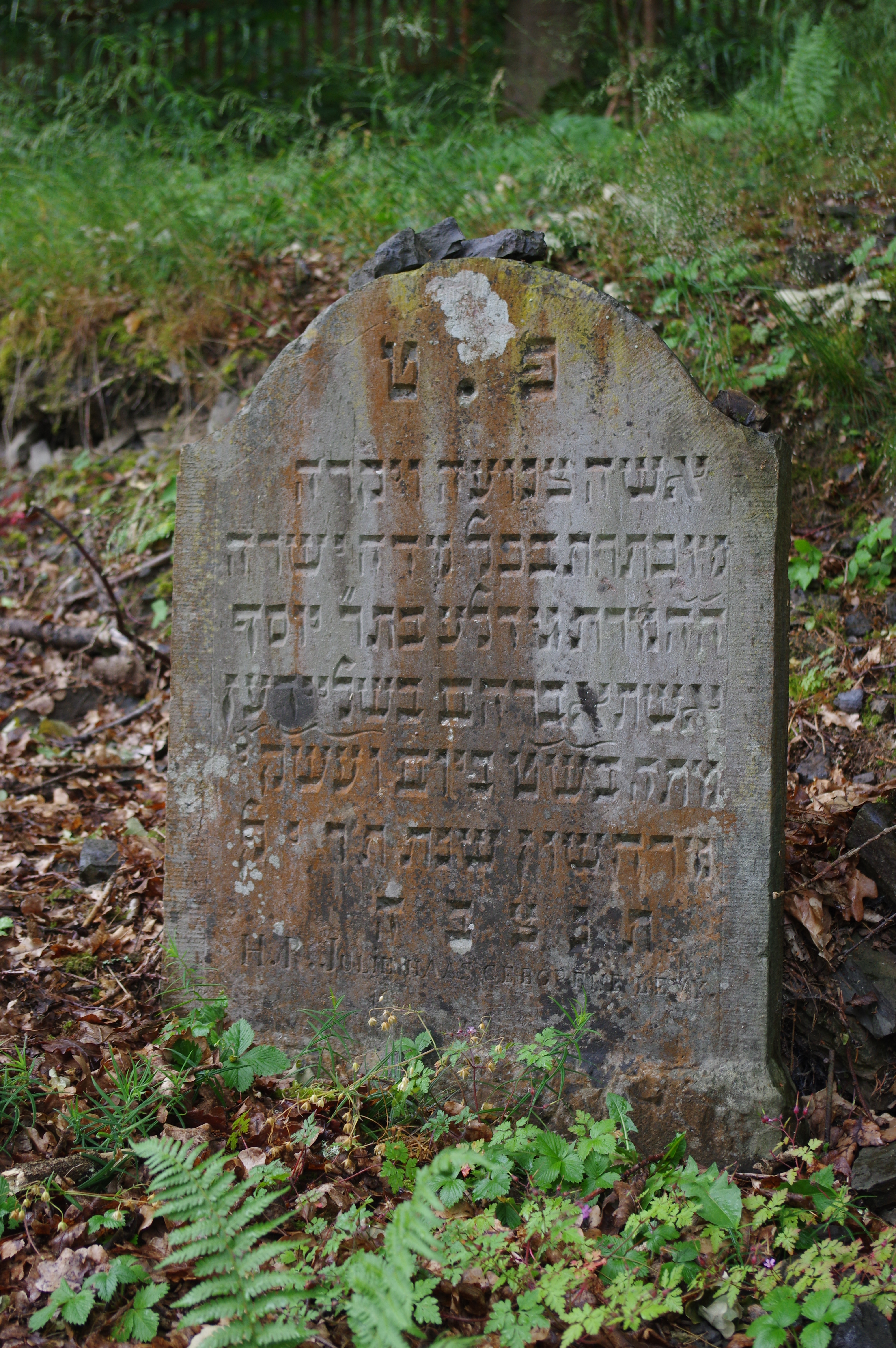
Julie Haas
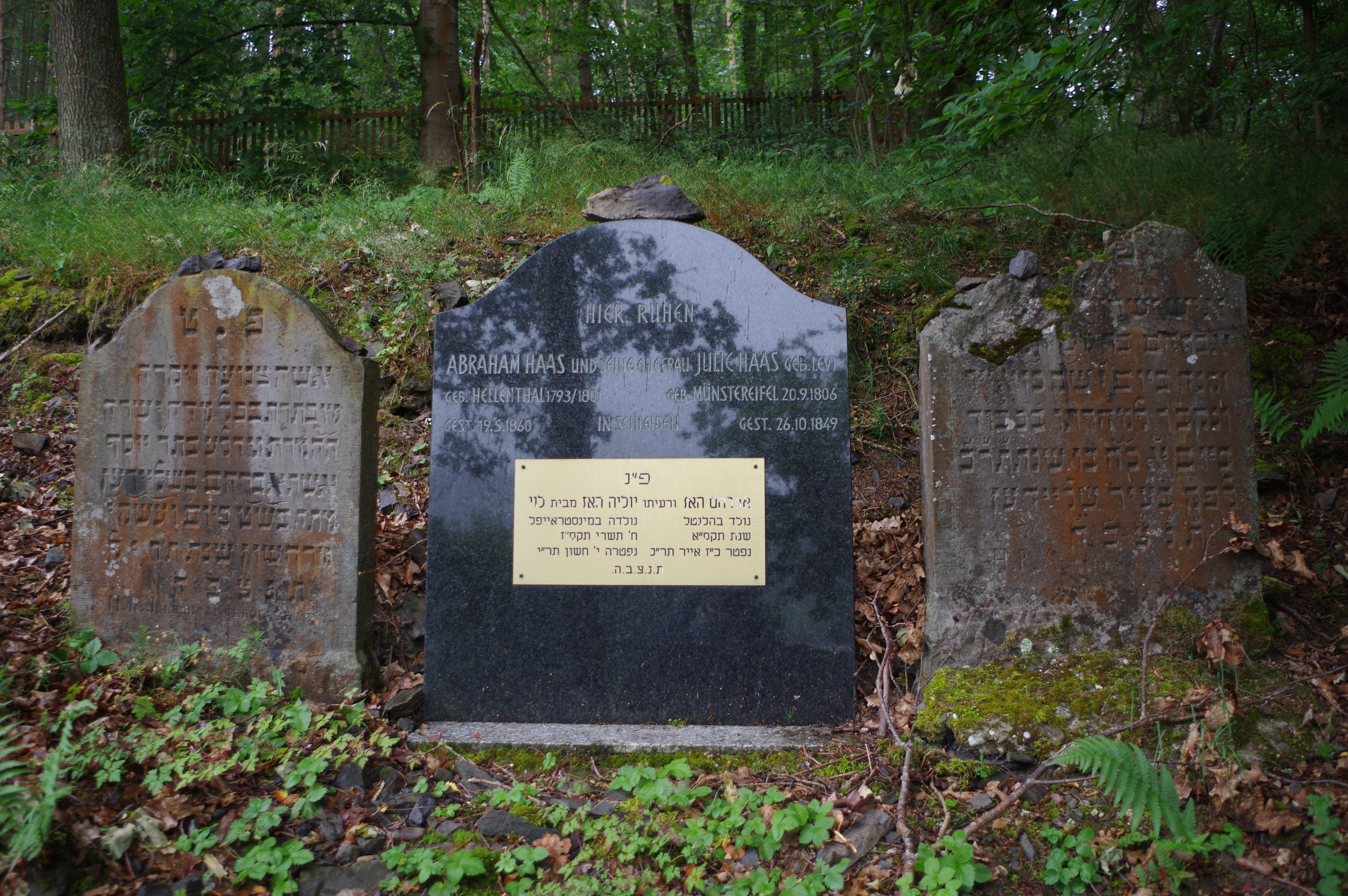
Abraham und Julie Haas, neuer Stein von nach 1969
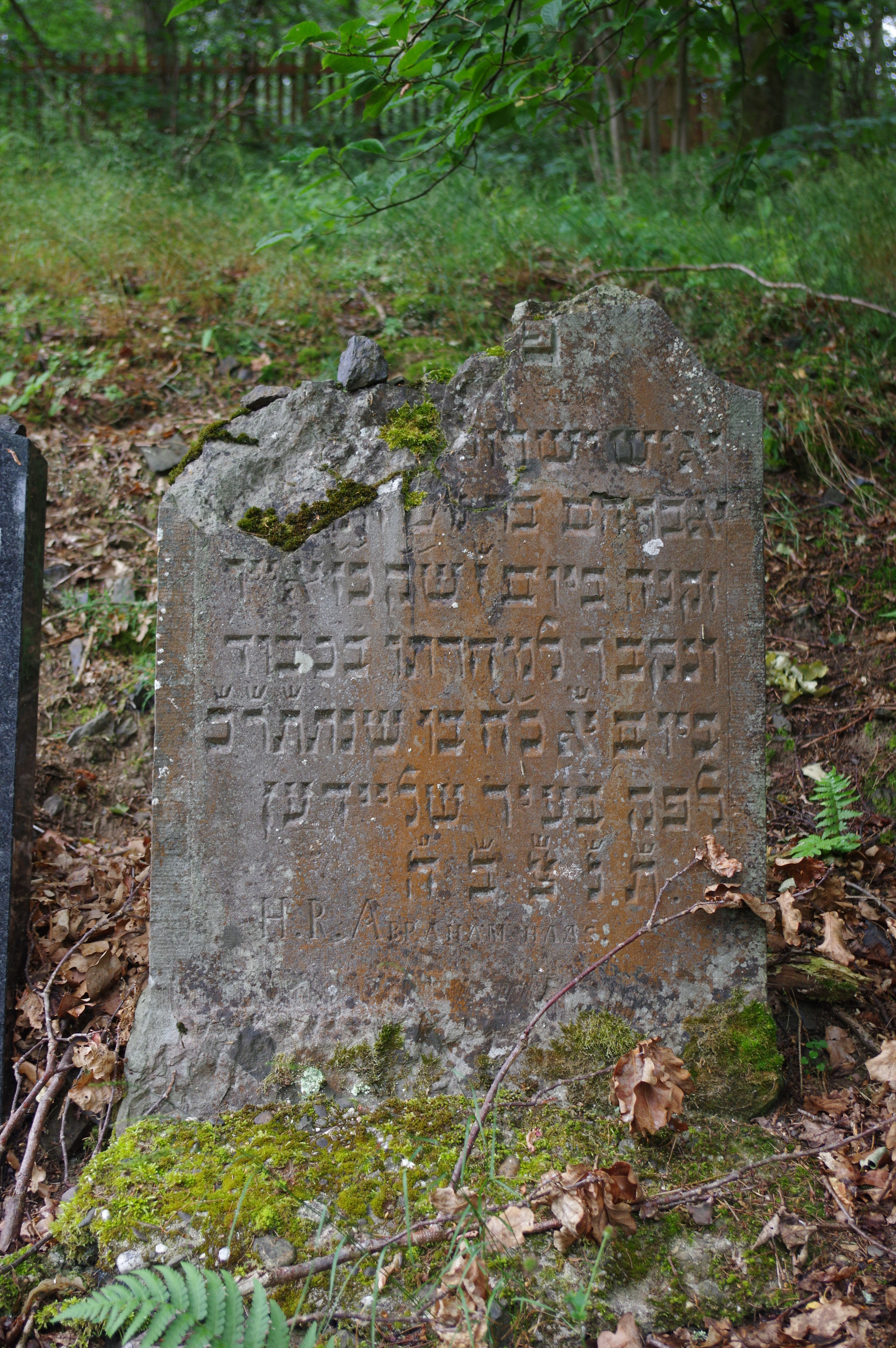
Abraham Haas
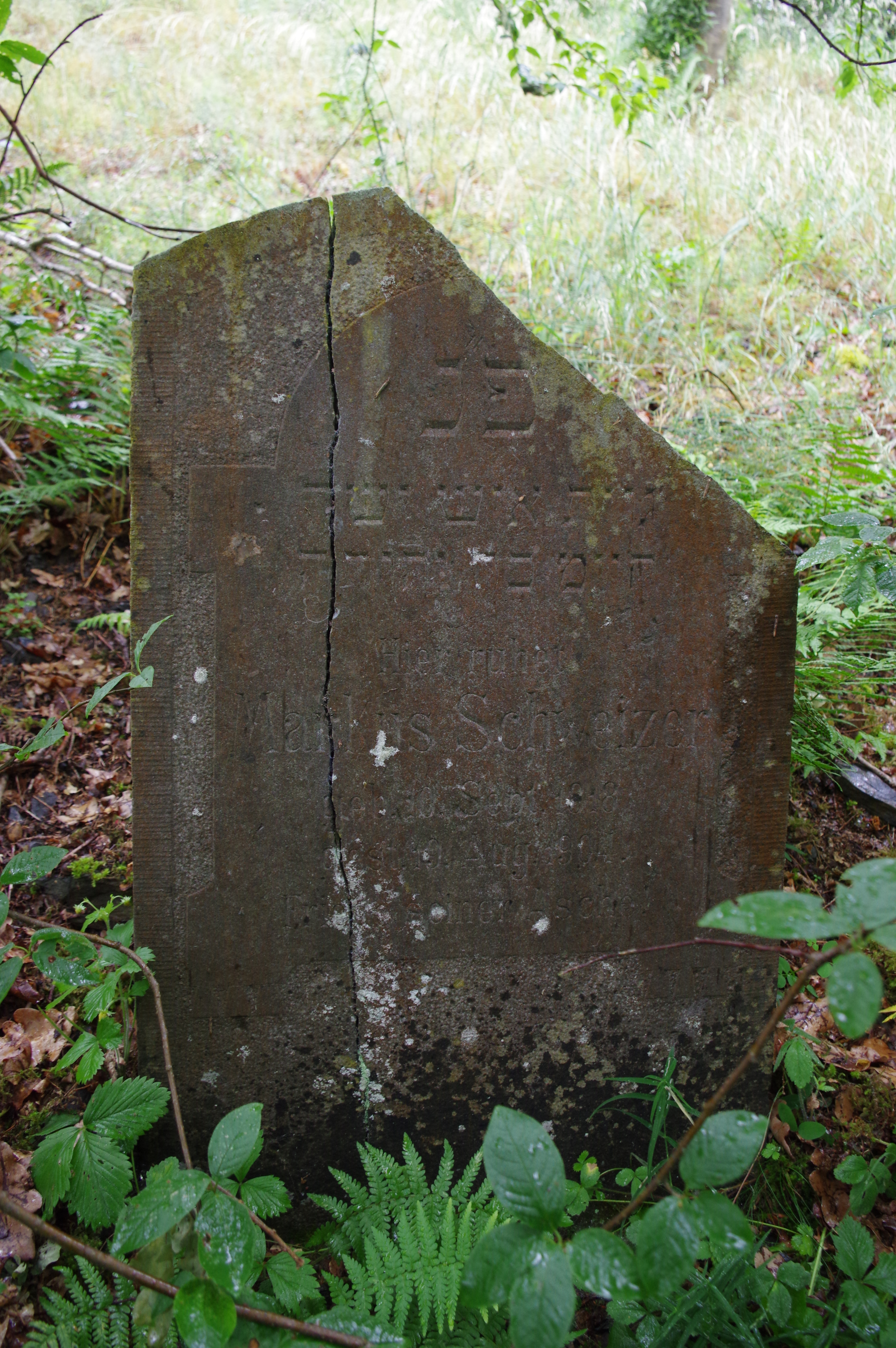
Markus Schweitzer
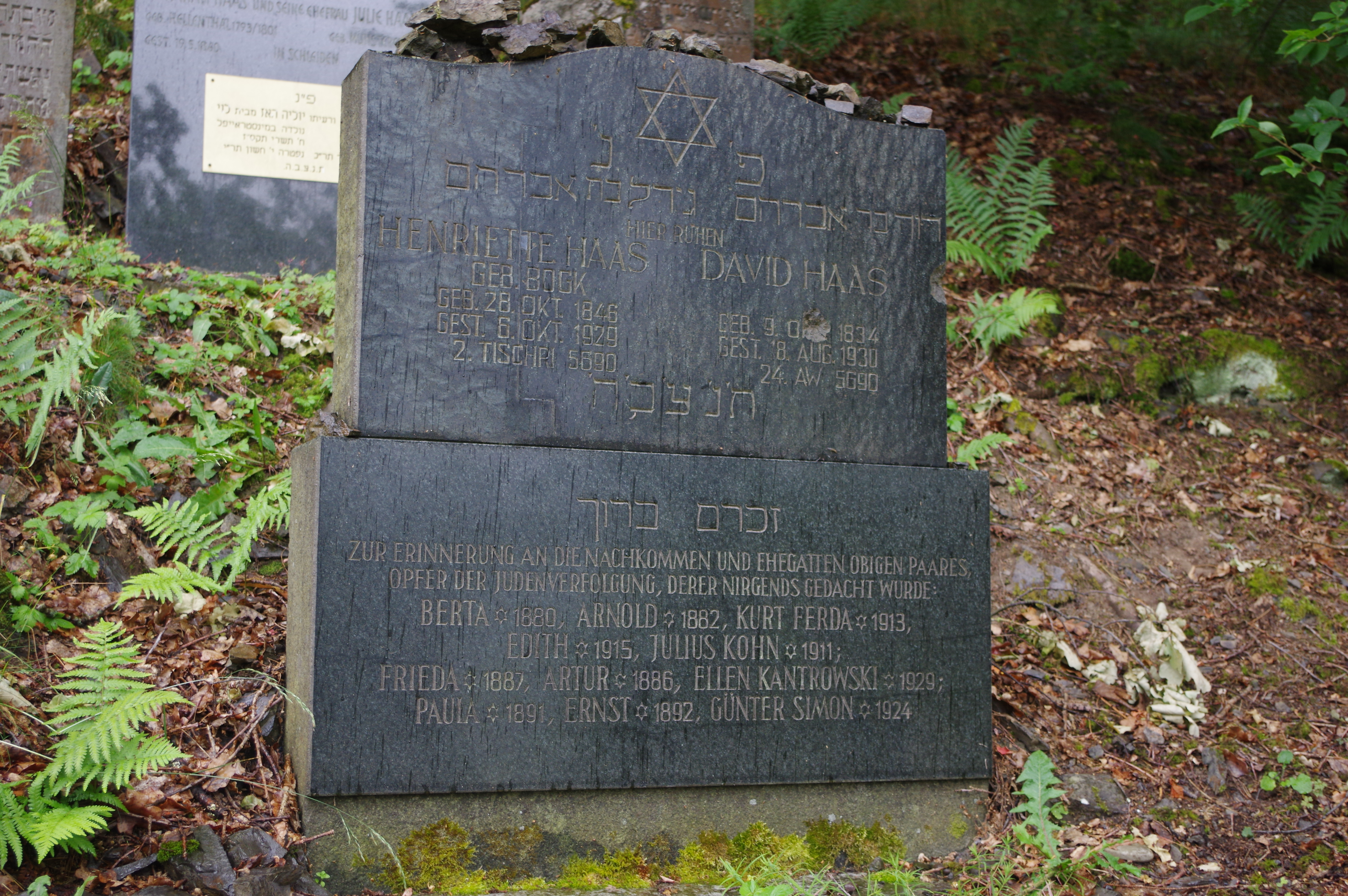
Grabstätte Henriette und David Haas von 1931 mit Zusatz im Sockel (nach 1972)